# Melolontha
Melolontha là một chi bọ cánh cứng trong họ Scarabaeidae.

## Các loài

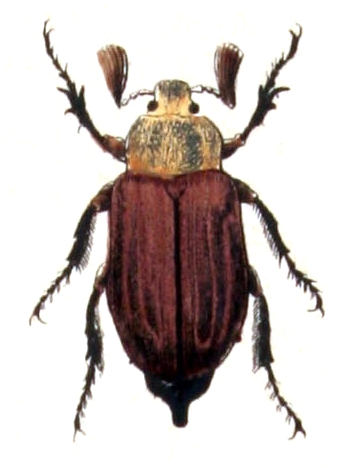
M. hippocastani

Các loài trong chi này gồm:
- Melolontha aceris Faldermann, 1835
- Melolontha afflicta Ballion, 1870
- Melolontha albida Frivaldszky, 1835
- Melolontha anita Reitter, 1902
- Melolontha argus Burmeister 1855
- Melolontha bifurcata (Brenske, 1896)
- Melolontha chinensis (Guerin, 1838)
- Melolontha ciliciensis Petrovitz
- Melolontha flabellata Sharp, 1876
- Melolontha frater Arrow, 1913 – Indonesia
- Melolontha fuscotestacea Kraatz, 1887
- Melolontha guttigera Sharp, 1876
- Melolontha hippocastani Fabricius, 1801 – European forest cockchafer
- Melolontha incana Motchulsky, 1853
- Melolontha insulana Burmeister, 1939
- Melolontha japonica Burmeister, 1855
- Melolontha kraatzi Reitter 1906
- Melolontha melolontha (Linnaeus, 1758) – common European cockchafer
- Melolontha papposa Illiger, 1803
- Melolontha pectoralis Megerle von Mühlfeld, 1812 – European large cockchafer
- Melolontha rubiginosa
- Melolontha rufocrassa Fairmaire, 1889
- Melolontha satsumaenis Nijma & Kinoshita
- Melolontha virescens (Brenske, 1896)

## Hình ảnh

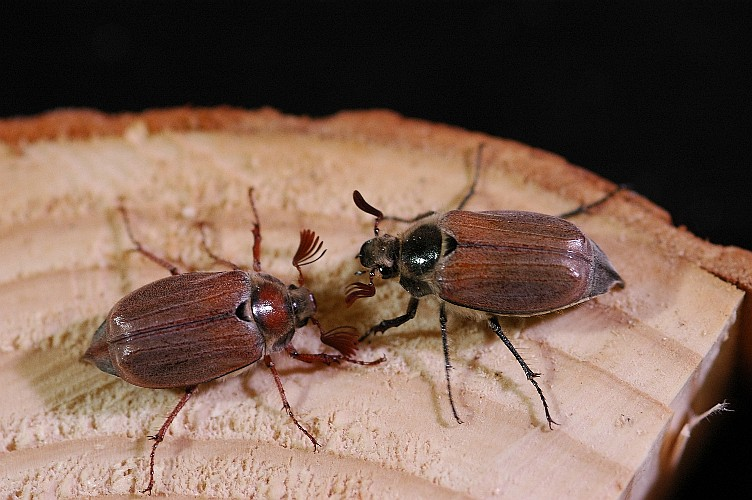
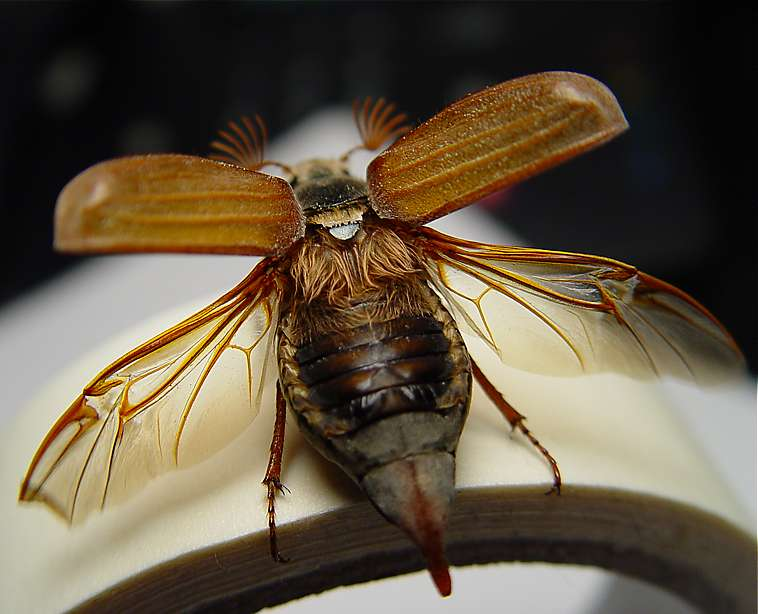
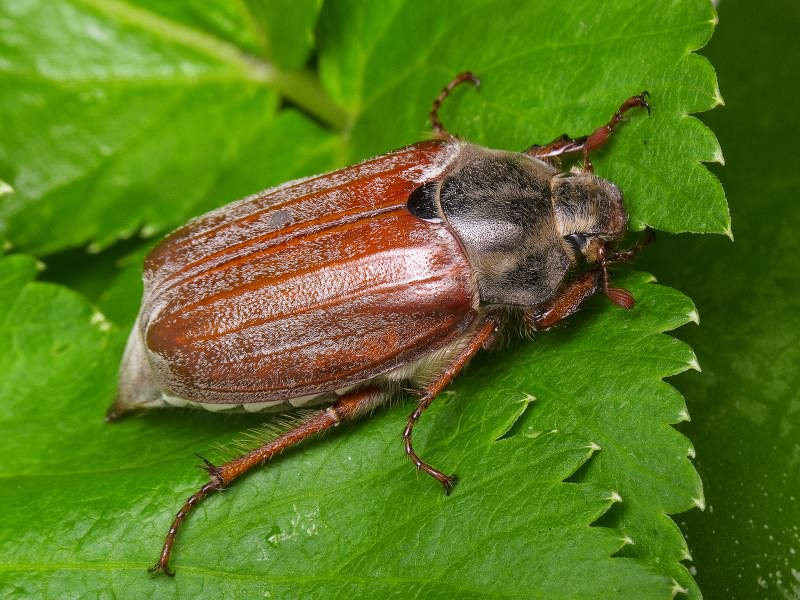